# (3304) Pearce
(3304) Pearce (1984 WQ1; 1981 EQ21; 1978 QA1 UG) ist ein ungefähr neun Kilometer großer Asteroid des äußeren Hauptgürtels, der am 2. März 1981 vom US-amerikanischen Astronomen Schelte John Bus (* 1956) am Siding-Spring-Observatorium in der Nähe von Coonabarabran, New South Wales in Australien (IAU-Code 260) entdeckt wurde.

## Benennung
(3304) Pearce wurde nach Joseph A. Pearce (1893–1988) benannt, der ab 1924 am Dominion Astrophysical Observatory arbeitete und von 1940 bis 1951 dessen Direktor war. Zusammen mit dem Astronomen John Stanley Plaskett, nach dem der Asteroid (2905) Plaskett benannt ist, führte er Studien über die Bewegungen entfernter Frühsterne durch, die der galaktischen Rotation belegten. Als aktiver Förderer von Wissenschaft und Kultur war er 1949/50 Präsident der Royal Society of Canada. Die Benennung wurde von J. C. Cunningham vorgeschlagen, er schrieb auch das Zitat, das bei der Benennung veröffentlicht wurde. Die Benennung wurde von Peter Millman unterstützt. Die Benennung wurde im Journal of the Royal Astronomical Society of Canada, Vol. 83, Nr. 1, S. 3–7 (1989), veröffentlicht.